# Allgood
La ville d’Allgood, auparavant Chepultepec, est située dans le comté de Blount, dans l’État de l’Alabama, aux États-Unis. Sa population s’élevait à 622 habitants lors du recensement de 2010, estimée à 624 habitants en 2017.

## Démographie
| 1960 | 1970 | 1980 | 1990 | 2000 | 2010 |
| ---- | ---- | ---- | ---- | ---- | ---- |
| 147  | 272  | 387  | 464  | 629  | 622  |

### Démographie de Chepultepec/Allgood Precinct (1890-1950)
| 1890  | 1900 | 1910 | 1920 | 1930 | 1940 | 1950 |
| ----- | ---- | ---- | ---- | ---- | ---- | ---- |
| 1 479 | 720  | 763  | 841  | 920  | 877  | 917  |